# Требія
Требія, Требб'я — річка в північній Італії, права притока По. Довжина 118 км. Площа водозбірного басейну 1 150 км².
Річка протікає по регіонам Лігурія та Емілія-Романья.
Річка відома двома великими битвами: в грудні 218 до н. е. між карфагенською армією Ганнібала та римською армією Семпронія Лонга та під час Італійського походу Суворова 6-8 (17-19) червня 1799 року між російсько-австрійськими військами під командуванням фельдмаршала О. В. Суворова та французькою армією генерала Е. Макдональда.

## Галерея

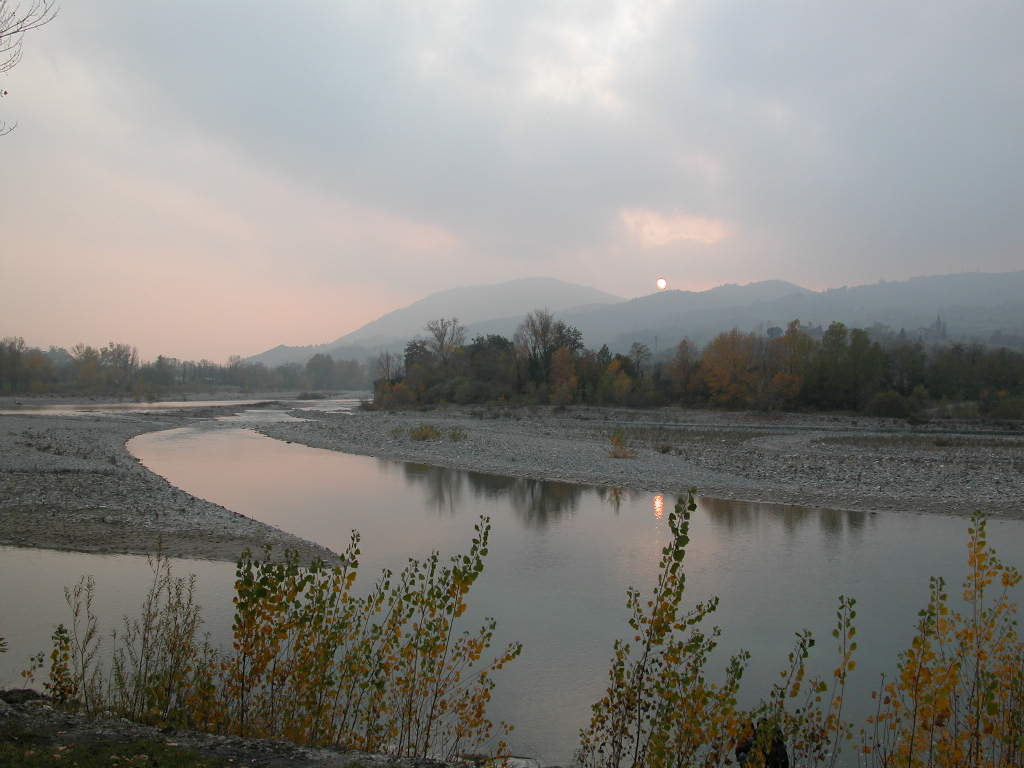
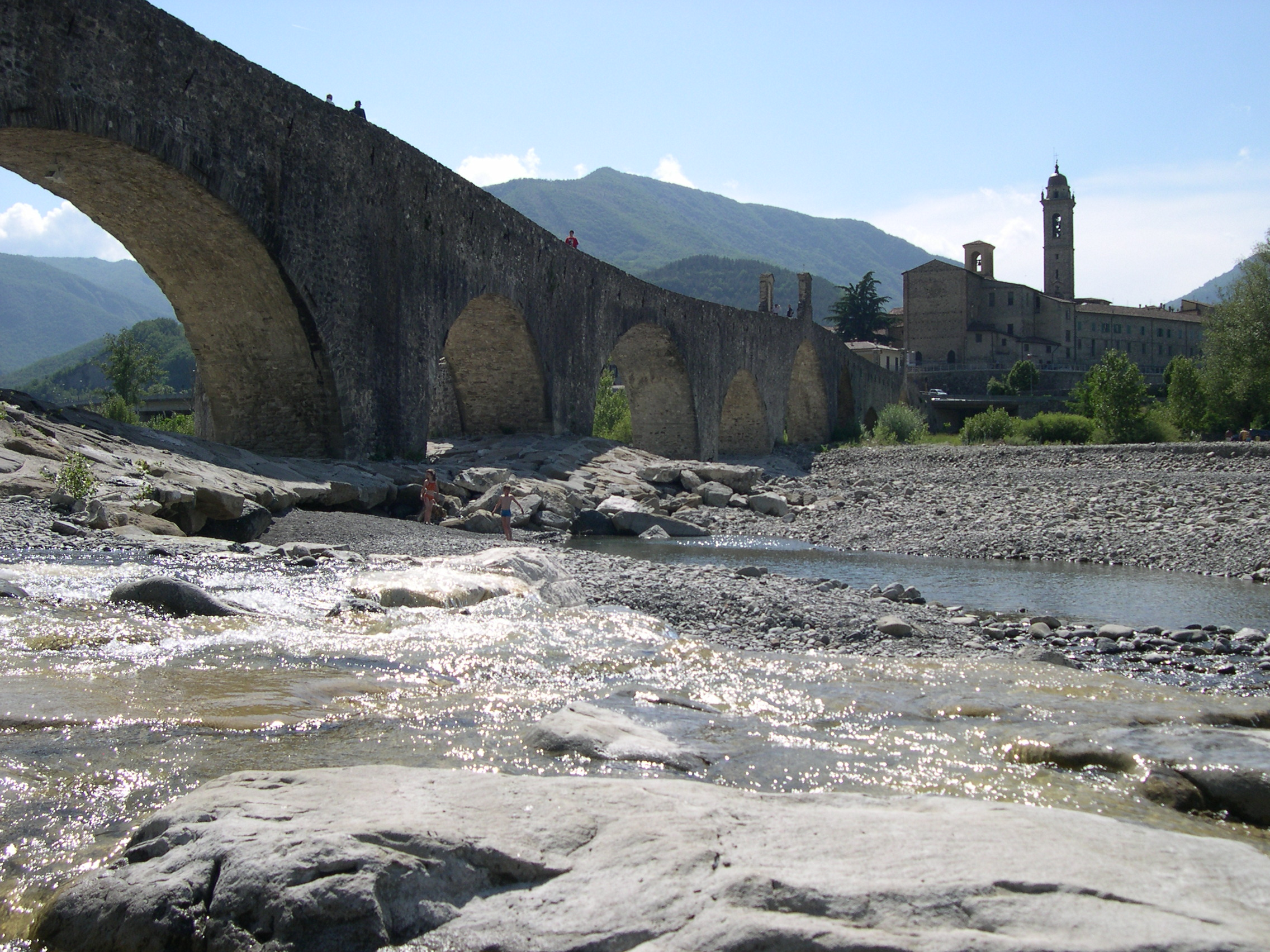
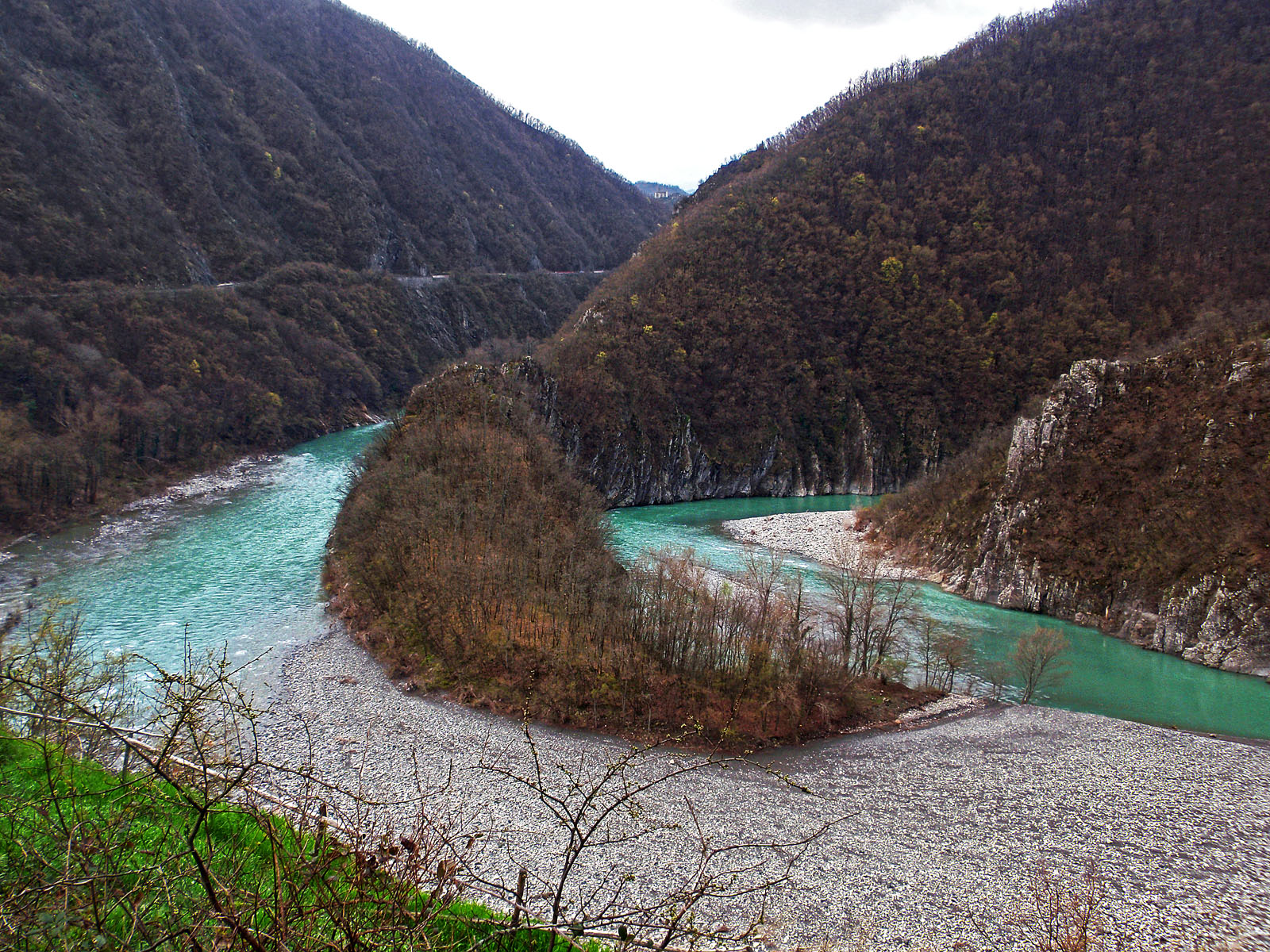
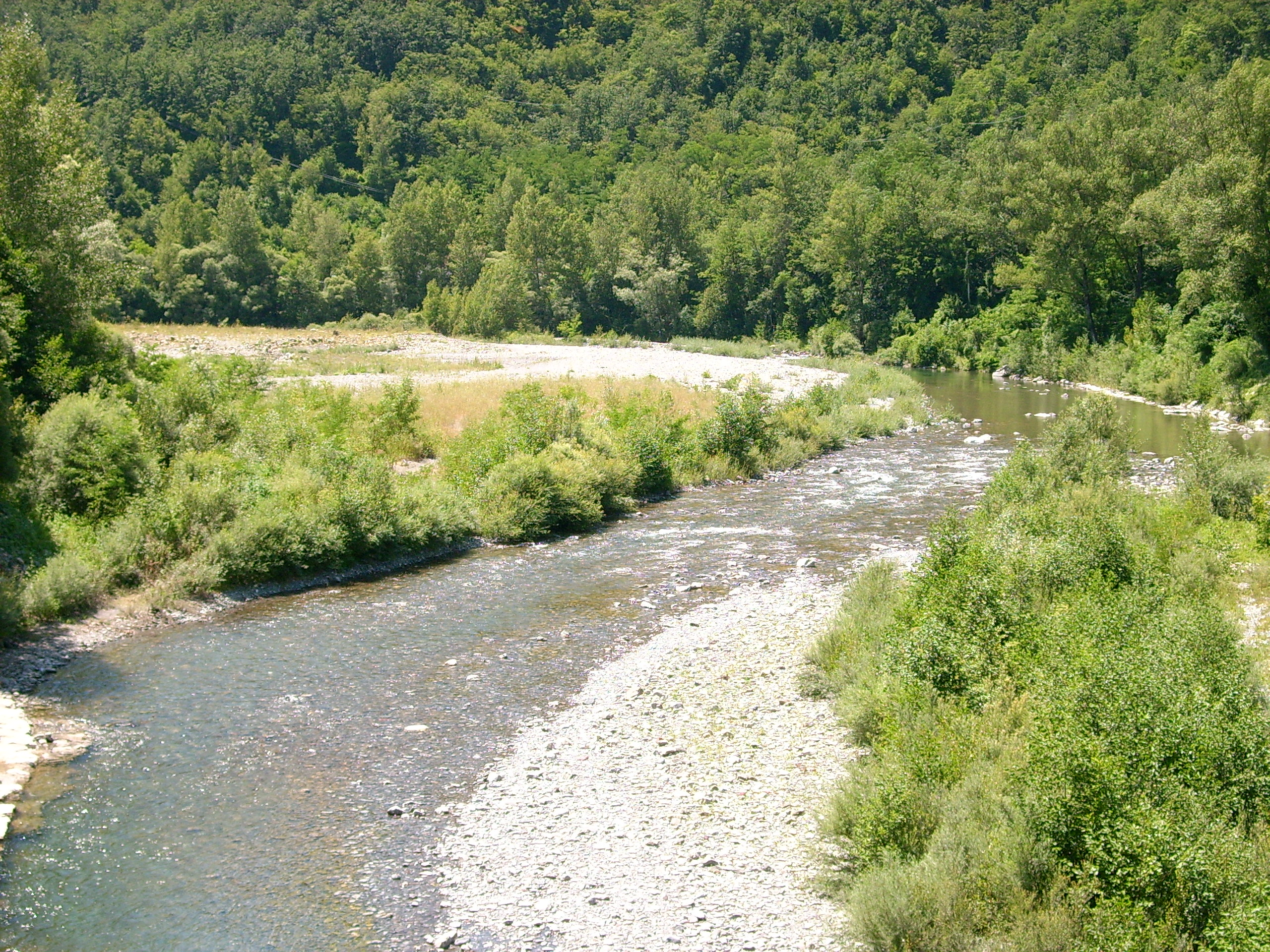